# Hans Dieter Zingraff
Hans Dieter Zingraff (* 1947 in Karlsruhe) ist ein deutscher Künstler des Konstruktivismus.

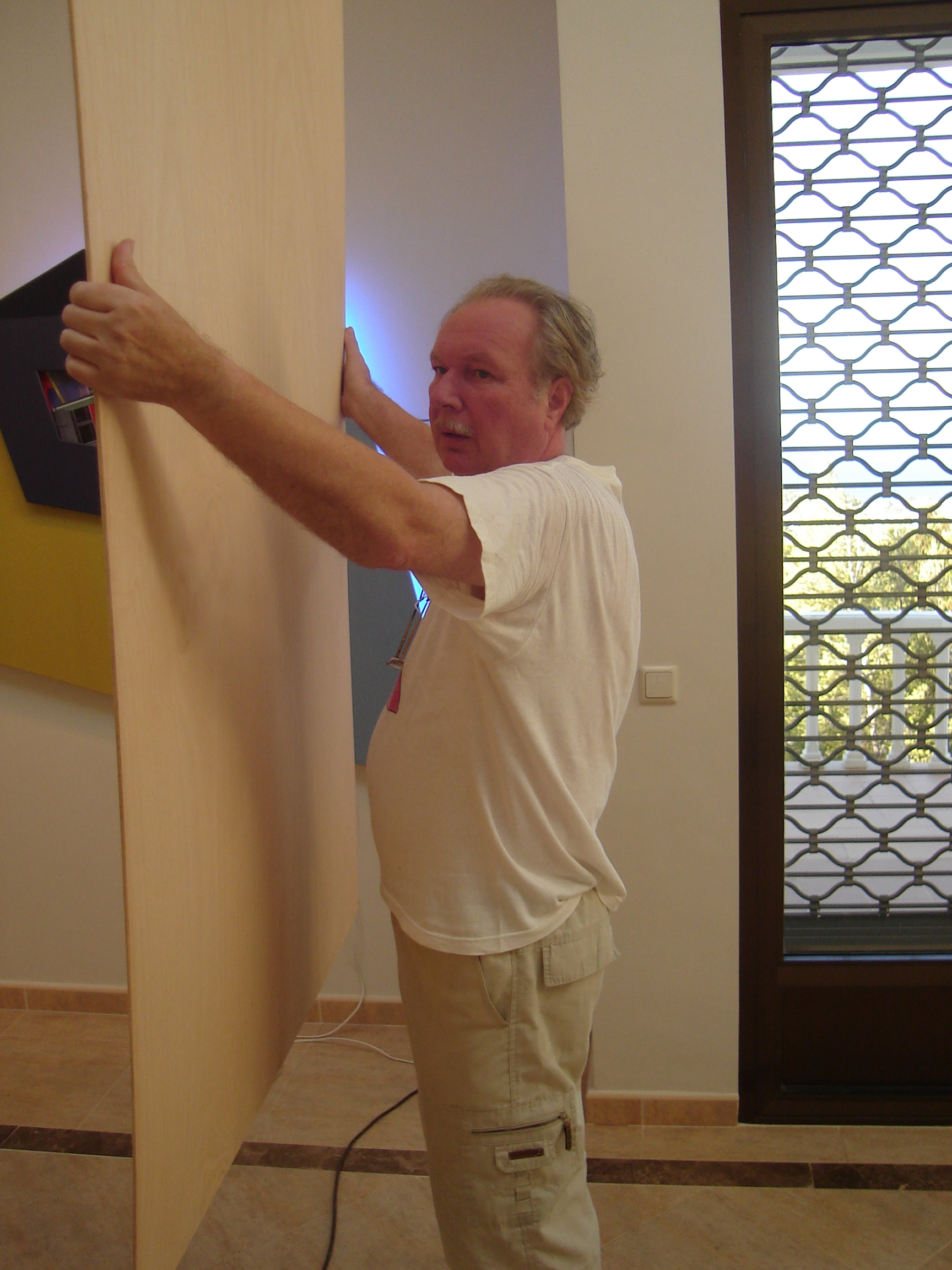
Hans Dieter Zingraff

## Leben und Wirken

### Lehr- und Studienjahre
Hans-Dieter Zingraff wurde 1947 als Sohn eines elektrotechnischen Revisionsunternehmers in Karlsruhe geboren und sollte nach dem Wunsch seiner Eltern Ingenieur werden. Zingraff zeigte aber schon früh Interesse an künstlerischen Tätigkeiten. Hierbei manifestierte sich sein Interesse an Trompe-l’œil, der Verblüffung durch Augentäuschung dank gemalter Raumillusion.

### Spanien
1972 zog er nach Dénia, Provinz Alicante, in Spanien. In den ersten Spanien-Jahren entstand eine große Zahl surrealistischer, gesellschaftskritischer Werke, teilweise an Dada-Collagen erinnernd. Realistisch gemalte Ausschnitte setzte er gegen rein abstrakte Farbe, ein Prinzip, das er später in seinen Architekturstillleben in Collage-Mischtechnik verfeinerte.
1984 machten erstmals eingeklebte Spanplatten und Holzleisten die Bilder zu Reliefs, während umgekehrt scheinbar eingeklebte Photographiestücke tatsächlich gemalt wurden.

### Die 1980er Jahre
Zwischen 1983 und 1985 gelang Zingraff ein entscheidender Schritt in die aktuelle spanische Kunstszene. Obwohl er dort ein absoluter Neuling war, entschied sich die Jury des 50. Herbstsalons (Salon de Otoño, Asociación Española de Pintores y Escultores) in Madrid 1983 ein Bild Zingraffs zuzulassen. Mitte der 1980er Jahre fühlte sich Zingraff von seinen bis dahin recht eindeutig sozialkritischen Botschaften zusehends eingeengt. Nach einer Phase weicher Linien und Formen kehrte er zur Geraden zurück.

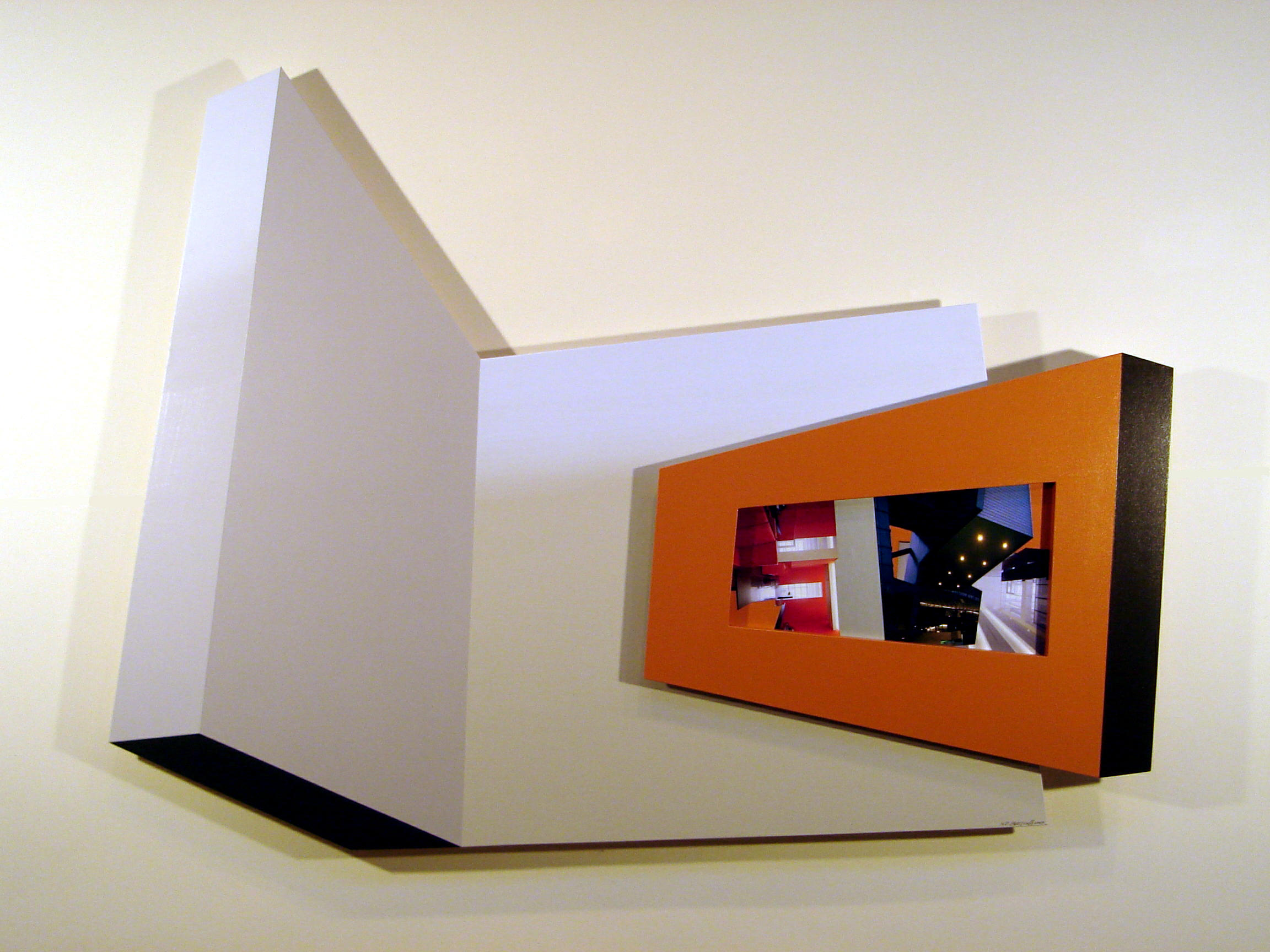
Mischtechnik mit Collage aus dem Jahr 2007

### Zingraffs Konstruktivismus
Bis etwa 1996 thematisierte Zingraff die Aufhebung von Raumkontinuum und visuelle Vieldeutigkeit radikal abstrakt. Ein entscheidender Schritt in seiner stilistischen Entwicklung gelang dem Künstler 1999. Als logische Folge brachte er seine Kompositionen nun tatsächlich aus der Fläche und schließlich auch aus dem herkömmlichen Bildformat. Tiefe, Volumen und Beleuchtung sind seither keine bzw. nicht mehr nur gemalten Illusionen, sondern greifbare Realität. Bildteile verselbständigen sich. Wand und Raum sind in die Werke einbezogen, auf der Rückseite angebrachte Lampen sorgen für reales Licht und realen Schatten.
Trotz seiner vielen Ausstellungen schafft Zingraff kontinuierlich neue Werke. In den letzten Jahren waren seine Werke unter anderem in New York, Lima (Peru), Madrid, Berlin, Karlsruhe und Kairo zu sehen.

## Preise und Auszeichnungen
- 1. Preis 1981 in dem Wettbewerb „Minicuadros“, Elda (Alicante)
- 3. Medaille des 51. Herbstsalons der AEPE (Asociación Española de Pintores y Escultures) im Kulturzentrum der Stadt Madrid, (Centro Cultural de la Villa de Madrid). 1984.
- 2. Medaille des 52. Herbstsalons, 1985, Madrid
- Preis «Galerias Preciado», 23. Ausstellung von San Isidro, Madrid
- Medaille der OMJET (Kairo)
- Artes Plasticas Convocatoria 2005 und 2006, Diputación de Alicante, Alicante

## Werke (Auswahl)

### Werke in Museen und Galerien
- Stiftung Camilo José Cela, Iria Flavia, Padron. (La Coruña)
- Museum für zeitgenössische Kunst in Villafames
- Museum von Guinea Ecuatorial
- Museum von Rioja, Logroño
- Museum der OMJET, Tunis
- Museum für zeitgenössische Kunst in Elx (Elche)
- Museum für zeitgenössische graphische Kunst in Marbella
- Museum für zeitgenössische Kunst, Marbella
- Gemäldegalerie der OMJET (Kairo)
- Exma. Diputación de Alicante, Alicante

### Einzelausstellungen und internationale Kunstmessen
- 1990: Galerie Quorum, Madrid; Galerie Sureste, Granada
- 1991: Galerie Palau, Valencia (auch 1998, 2003, 2006 und 2009)
- 1992: Galerie del Coleccionista, Madrid
- 1995: Galerie „Henry“, Pau (Frankreich)
- 2001: Galeria Alahdros, Ibiza; Galerie Atlantica, La Coruña, Galicien
- 2003: Galerie Pilar Mulet, Madrid
- 2005: Diputacion Provincial de Alicante; Museo de Bellas Artes Gravina
- 2006: Burg Porto d Mos, Portugal, Galerie Palais Munck, Karlsruhe, Kulturzentrum, Calpe
- 2007: Ägyptisches Institut Madrid, Galeríe Carmen Carrión, Santander, Centro de Arte Atlantica, La Coruña
- 2008: Gezira Art Center, Kairo, Ägypten; Center of Creativity, Alexandria, Ägypten; Fiart, Valencia, Museum der Provinz Caceres
- 2009: Burg Santa Barbara, Alicante; Art Karlsruhe, One man show (Galerie del Palau), Karlsruhe

### Gemeinschaftsausstellungen und Wettbewerbe
- 1990: 1. Biennale von Almería, Almería.
- 1991: Conde-Duque-Kulturzentrum, Madrid, Hommage des Rathauses der Stadt Madrid an Camilo Jose Cela
- 1992: X. Bienal Internacional del Deporte en las Bellas Artes, Barcelona
- 1998: XVII Certamen de Pintura, „Eusebio Sempere“, Art a l’Hotel, Valencia, Galerie Palais Munck, Karlsruhe.
- 2001: Casa Vieira Guimaráes, Tomar, Cidade Templária, Portugal
- 2002: MAI, Salamanca, Kulturhauptstadt Europas
- 2003: Viaje de Papel (Para Cuba-dos), Universitat Politécnica de Valencia, Musée Art & Culture de Lescar, Lescar, Frankreich
- 2004: Museum Cantanhede, Exposición Quorum,
- 2005: Grupo M.A.I., Galerie des Arénes, Bayonne, Frankreich, Maler des Mittelmeeres, MUBAG, Provinzregierung Alicante, National-Museum, Lima, Peru, Museum Lladro, New York, 57th street, Galerie&Edition René Steiner, Erlach, Schweiz
- 2008: Farben und Formen, Museum la Rioja, Logroño
- 2009: Galerie „La Caja China“, Sevilla

## Belege/Nachweise
1. ↑  Claudia Peter: Hans Dieter Zingraff. Centre Cultural d'Alcoi, 2005, ISBN 84-95614-58-8, S. 18–28.
2. ↑  Claudia Peter: Hans Dieter Zingraff. Centre Cultural d'Alcoi, 2005, ISBN 84-95614-58-8, S. 29 ff.
3. ↑  Jahrbuch der spanischen Kunst (Anuario de Arte Espanol). Lápiz, Madrid 1983.
4. ↑  Pintores Alicantinos/Alicantiner Maler 1900–2000, Hrsg. Provinzverwaltung Alicante, Band II, 2002.
5. ↑  artKARLSRUHE-one artist, Hrsg. Ewald Karl Schrade, Rigo Fay und Thomas Lindemann. Info, Karlsruhe 2009, ISBN 978-3-88190-536-7, S. 282–283.

| Personendaten    | Personendaten         |
| ---------------- | --------------------- |
| NAME             | Zingraff, Hans Dieter |
| KURZBESCHREIBUNG | deutscher Künstler    |
| GEBURTSDATUM     | 1947                  |
| GEBURTSORT       | Karlsruhe             |